# Testudinoidea
Testudinoidea je nadčeleď v podřádu Cryptodira řádu želvy (Testudines). Zahrnuje čeledi emydovití (Emydidae), batagurovití (Bataguridae), kajmankovití (Chelydridae) a želvovití (Testudinidae). Je to jediná nadčeleď, jejíž druhy želv se vyskytují v Evropě. Mnohé druhy se také vyskytují v Americe, Africe a Asii.

## Rozšíření
Testudinoidea je nejvíce různorodá skupina mezi pěti nadčeleďmi v tom smyslu, že ostatní čtyři jsou omezeny geografickým rozšířením a jsou velmi specializovány, jako nadčeleď Chelonioidea, která zahrnuje všechny mořské želvy nebo nadčeleď Trionychoidea, z nichž jsou všechny druhy závislé na sladkých nebo poloslaných povrchových vodách.

## Systematika
- Čeleď Emydidae Rafinesque, 1815 – emydovití
- Čeleď Bataguridae Theobald, 1868 – batagurovití
- Čeleď Chelydridae Gray, 1831 – kajmankovití
- Čeleď Testudinidae Batsch, 1788[1] – testudovití
- Čeleď Haichemydidae†
- Čeleď Lindholmemydidae†
- Čeleď Sinochelyidae†